# Dover (Vermont)
Dover es un pueblo ubicado en el condado de Windham en el estado estadounidense de Vermont. En el año 2010 tenía una población de 1,124 habitantes y una densidad poblacional de 12 personas por km².

## Geografía
Dover se encuentra ubicado en las coordenadas 42°57′26″N 72°51′9″O / 42.95722, -72.85250.

## Demografía
Según la Oficina del Censo en 2000 los ingresos medios por hogar en la localidad eran de $43,824 y los ingresos medios por familia eran $49,688. Los hombres tenían unos ingresos medios de $31,351 frente a los $26,985 para las mujeres. La renta per cápita para la localidad era de $23,485. Alrededor del 10.0% de la población estaban por debajo del umbral de pobreza.